# Byblisia micans
Byblisia micans är en fjärilsart som beskrevs av Sergius G. Kiriakoff 1954. Byblisia micans ingår i släktet Byblisia och familjen Thyrididae. Inga underarter finns listade i Catalogue of Life.